# المشتري
المُشْتَرِي هو أضخم كواكب المجموعة الشمسية. سمي بالمشتري لأنه يستشري في سيره أي يلـجُّ ويمضي ويَـجِدُّ فيه بلا فتور ولا انكسار. وكان المشتري معروفاً للفلكيين القدماء وارتبط بأساطير وأديان العديد من الشعوب. وقد أطلق الرومان عليه اسم جوبيتر وهو إله السماء والبرق. ويظهر المشتري من الأرض بسطوع كبير فيبلغ قدره الظاهري −2.94 مما يجعله ثالث الأجرام تألقاً في سماء الليل بعد القمر والزهرة.
المشتري خامس الكواكب بعداً عن الشمس وأكبر كواكب المجموعة الشمسية. وهو عملاق غازي وكتلته أقل بقليل من 1/1000 من كتلة الشمس، لكنها تساوي ثلثي كتلة مجموع باقي كواكب المجموعة. ويضم تصنيف العمالقة الغازية كل من زحل وأورانوس ونبتون إضافةً إلى المشتري. ويطلق على هذه الكواكب الأربعة اسم الكواكب الجوفيانية.
يتكون المشتري بشكل رئيسي من الهيدروجين، ويشكل الهيليوم أقل بقليل من ربع كتلته. وفي الغالب يحتوي على نواة صخرية تتكون من عناصر أثقل. شكل المشتري كروي مفلطح بسبب سرعة دورانه الكبيرة. يظهر الغلاف الجوي الخارجي تمايزاً واضحاً لعدة نطاقات في خطوط طول مختلفة. مما يؤدي إلى الاضطراب والعواصف على طول هذه الحدود. كما تتشكل نتيجة هذه إحدى المعالم المميزة للمشتري وهي البقعة الحمراء العظيمة وهي عاصفة عملاقة معروفة على الأقل منذ القرن السابع عشر عندما رُصدت بالمرقاب أول مرة. يحيط بهذا الكوكب نظام حلقات خافت، وحقل مغناطيسي قوي. كما يوجد 67 قمراً تدور حوله، منهم أربعة أقمار كبيرة تدعى بأقمار غاليليو وكانت قد اكتشفت من قبل غاليلو غاليلي سنة 1610. يملك أكبر هذه الأقمار غانيميد قطراً أكبر من قطر كوكب عطارد.
أرسلت عدة بعثات فلكية لاستكشاف المشتري معظمها خلال بداية برنامجي بيونير وفوياجر وفيما بعد بمركبة غاليليو المدارية. وآخر مركبة حلقت فوق المشتري كانت نيوهورايزونز سنة 2007. وقد استخدم هذا المسبار جاذبية المشتري لتسريعه لمتابعة رحلته نحو بلوتو، إلى أن استطاع مسبار جونو من الوصول إلى مدار المشتري في 4 يونيو 2016. والتي قد تساهم بياناته التي سيحملها لنا من معرفة بِدايات تشكّلِ المجموعة الشمسية. تستهدف الرحلات المستقبلية للمشتري والكواكب الجوفيانية استكشاف احتمال وجود محيط سائل تحت الغطاء الجليدي للقمر أوروبا.

## البنية
يتكون المشتري بشكل أساسي من مواد في الحالة الغازية والسائلة وهو أكبر الكواكب العملاقة في المجموعة الشمسية. يبلغ قطره عند خط الاستواء 142,984 كم وكثافته 1.326 غ/سم3 مما يجعله ثاني الكواكب الغازية من حيث الكثافة بعد كوكب نبتون، مع العلم أن كثافته أقل من كثافة أي من الكواكب الصخرية الأربعة في المجموعة الشمسية.

### التركيب
يتكون الغلاف الجوي العلوي للمشتري من نحو 88–92% من الهيدروجين و8–12% من الهيليوم. وهذه النسبة هي نسبة حجمية أو نسبة عدد مولات الجزيء. لكن بما أن كتلة ذرة الهيليوم نحو 3 أضعاف كتلة ذرة الهيدروجين، فإن النسبة تتغير عند التعبير عنها كنسبة مئوية كتلية، ليصبح تركيب المشتري نحو 75% هيدروجين و24% هيليوم والباقي عبارة عن مواد مختلفة. تحتوي الطبقة الداخلية من الغلاف الجوي على مواد بكثافة أعلى وتكون النسبة الكتلية لهذه المواد نحو 71% هيدروجين و24%هيليوم و5% مواد مختلفة. يحتوي الغلاف الجوي على كميات ضئيلة من الميثان وبخار الماء والأمونيا ومركبات السيليكون. وهناك أيضاً أثار للكربون والإيثان وكبريتيد الهيدروجين والنيون والأكسجين والكبريت والفوسفين. أما الطبقة الأبعد من الغلاف الجوي فتحتوي على بلورات متجمدة من الأمونيا. كما تبين من خلال الفحص بالأشعة تحت الحمراء والأشعة فوق البنفسجية وجود أثار للبنزين ومركبات هيدروكربونية أخرى.
تتطابق نسبة الهيدروجين والهيليوم في الغلاف الجوي تطابقًا كبيرًا مع تركيب السديم الشمسي الابتدائي وفق النموذج النظري. وتبلغ كمية النيون في الغلاف الجوي العلوي نحو 20 جزءاً في المليون وتساوي هذه الكمية عشر ما هو موجود في الشمس. كما أن الهيليوم مستنفذ على الرغم من أن نسبته تساوي 80% مما تحويه الشمس، ويعتقد أن سبب استنفاذ الهيليوم هو هطوله إلى داخل الكوكب. أما تركيز الغازات الخاملة في المشتري فهي ما بين ضعفين إلى ثلاثة أضعاف مما هي عليه في الشمس.
يعتقد بالاستناد إلى التحليل الطيفي أن تركيب زحل يشابه إلى حد كبير تركيب المشتري، في حين أن تركيب الكوكبين الغازيين الآخريين مختلف من حيث نسبة الهيدروجين-هيليوم. ومن الجدير بملاحظته أن وفرة العناصر الأثقل في الكواكب الأبعد من المشتري غير واضحة تماماً بسبب النقص في المسابير الداخلة للغلاف الجوي لهذه الكواكب.

### الكتلة

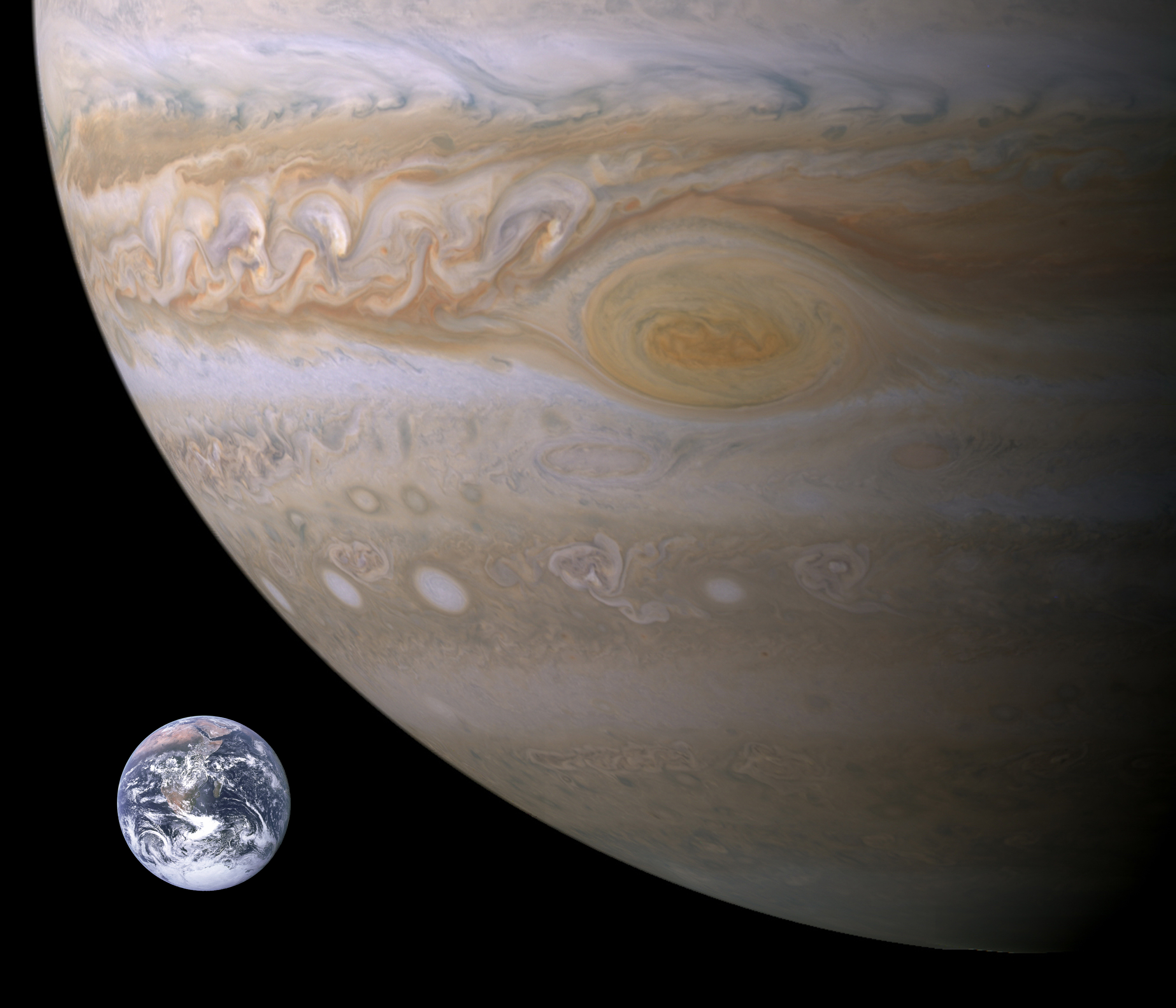
مقارنة تقريبة بين الأرض والمشتري تظهر فيها البقعة الحمراء.

تبلغ كتلة المشتري ضغفي ونصف كتلة باقي كواكب المجموعة الشمسية. ويقع مركز الثقل الثنائي مع الشمس على بعد 1.068 نصف قطر شمسي من مركز الشمس. وعلى الرغم من أن قطر المشتري أكبر بـ 11 مرة من قطر الأرض، إلا أن كثافته أقل. ويبلغ حجم المشتري نحو 1,321 ضعفا من حجم الأرض ومع ذلك فإن كتلته أكبر بـ 318 مرة فقط من كتلة الأرض. يبلغ نصف قطر المشتري نحو عُشر نصف قطر الشمس وكتلته نحو 0.001 من كتلة الشمس وبذلك تكون الكثافة لكلا الجرمين متشابهة.
غالباً ما تستخدم كتلة المشتري مقياساً لوصف كتل باقي الأجرام، وخصوصاً الكواكب الوقعة خارج المجموعة الشمسية والأقزام البنية. فعلى سبيل المثال تبلغ كتلة الكوكب HD 209458 b نحو 0.69 كتلة مشتري بينما تبلغ كتلة كوروت-7ب 0.015 كتلة مشتري.
يظهر النموذج النظري للمشتري، أنه في حالة كان المشتري يملك كتلة أكبر مما هي عليه فإن ذلك سيؤدي إلى انكماشه. فمن أجل تغير قليل في كتلة المشتري فإن تغير نصف القطر لن يكون ملحوظا حتى يصل إلى قيمة أكبر من 500 ضعف كتلة الأرض أو 1.6 من كتلة المشتري، فإن داخل الكوكب سينضغط انضغاطًا أكبرَ مما هو عليه بسبب زيادة تأثير قوة الجاذبية مما سيؤدي إلى تناقص حجم الكوكب على الرغم من الزيادة في كثافة المادة. لذلك يعتقد أن القطر الكبير للمشتري ناتج عن تركيبه والتاريخ التطوري للكوكب. ومن شأن عملية الانكماش أن تستمر الزيادة في الكتل حتى يُصَل إلى نقطة الاشتعال النجمي كما هو الحال في ارتفاع كتلة الأقزام البنية والتي تبلغ كتلتها نحو 50 ضعفا من كتلة المشتري. ومن غير المعروف فيما إذا كانت العمليات التي تؤدي إلى نشوء كواكب مثل المشتري مشابه لتلك العمليات التي تؤدي إلى نشوء أنظمة نجمية متعددة.
وعلى الرغم من أن المشتري يحتاج إلى 75 ضعفا من كمية الهيدروجين المتواجدة فيها ليبدأ في عملية حرقه واشتعاله، إلا أنه نصف قطر أصغر قزم أحمر أكبر بـ 30% فقط من كتلة المشتري. ويبقى المشتري مع ذلك يصدر حرارة إلى الخارج أكثر مما يستقبل من الشمس، وكمية الحرارة التي يصدرها داخل الكوكب تعادل كمية الحرارة الكلية التي يستقبلها من الشمس. وقد يرجع ذلك إلى آلية كلفن هلمهولتز. كان المشتري عند تشكله أكثر حرارة وقطره يعادل ضعفي قطره الحالي.

### البنية الداخلية

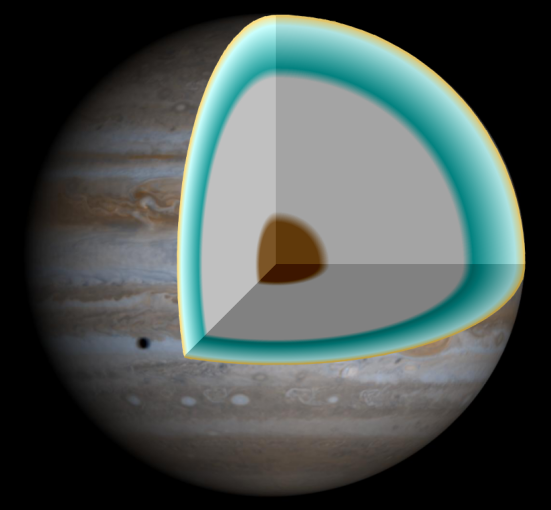
مقطع ربعي لكوكب المشتري يوضح البنية الداخلية له بنواة صخرية محاطة بطبقة من الهيدروجين المعدني.

يعتقد أن المشتري يحتوي على نواة كثيفة تحوي على مزيج من العناصر. تحاط هذه النواة بطبقة من الهيدروجين المعدني مع بعض الهيليوم، وتتكون الطبقة الخارجية في الغالب من جزيئات الهيدروجين. لكن ماتزال خلف هذه الخطوط العريضة معلومات غير مؤكدة. فتوصف النواة غالباً على أنها نواة صخرية لكن لا تتوافر معلومات حول تركيبها وكذلك خواص المواد ودرجات الحرارة والضغوط في ذلك العمق. وقد أُقترح وجود للنواة في سنة 1997 بسبب قياسات الجاذبية، وأشرت هذه القياسات على وجود كتلة تتراوح ما بين 12 إلى 45 مرة من كتلة الأرض، أو نحو 3% إلى 15% من كتلة المشتري.
ويعتقد أن النواة كانت متواجدة على الأقل في فترة من تاريخ المشتري، وقد أقترح نموذج التشكل أن البنية الداخلية تتألف من الصخور أو الجليد، وكانت كبيرة بما فيه الكفاية من أجل جذب الهيدروجين والهيليوم من السديم النجمي الأولي. ومن ثم تقلصت النواة بسبب تيارات الحمل للهيدروجين المعدني السائل والممتزج مع النواة المنصهرة، لترفع مكونات النواة إلى طبقات أعلى من داخل الكوكب. على أي حال فإن قياسات الجاذبية المأخوذة حتى الآن ليست دقيقة بما فيه الكفاية، لذلك من الممكن أن تكون نواة المشتري متلاشية الآن.
يرتبط عدم اليقين من النموذج بسبب هامش الخطأ في قياسات البارامترات، ومن هذه البارامترات معاملات الدوران (J6) والتي تستخدم لقياس عزم الجاذبية الكوكبي، ونصف القطر الاستوائي للمشتري، ودرجة الحرارة عند الضغط 1 بار. من المخطط إطلاق مهمة جونو سنة 2011، ومن المتوقع لهذه المهمة أن تقترب من قيم هذه البارامترات. وبذلك سيُحرَزُ تقدم حول مسألة نواة المشتري.
تحاط النواة بطبقة من الهيدروجين المعدني والتي تمتد إلى نحو مسافة 78% من نصف قطر الكوكب. وتتساقط قطرات من المطر المؤلف من الهيليوم والنيون في هذه الطبقة. وتوجد وفرة من هذين العنصرين في الغلاف الجوي العلوي.
وتوضع طبقة من غاز الهيدروجين فوق الهيدروجين المعدني، وتكون درجة الحرارة عند هذا العمق أعلى من الدرجة الحرجة وتساوي للهيدروجين 33 كلفن فقط. وفي هذه الحالة لا يمكن التمييز بين الحالة السائلة والغازية ويسمى السائل في هذه المرحلة بالسائل فوق الحرج. على أي حال من الأسهل معاملة الهيدروجين كغاز يمتد من الطبقات العليا للغلاف الجوي إلى طبقات الغيوم على ارتفاع 1000 كم، وكسائل في الطبقات الأدنى على الرغم من عدم وجود حدود فيزيائية تفصل بينهما.
تزداد درجة الحرارة والضغط باضطراد عند التوجه باتجاه النواة. ويعتقد أن الحرارة تصل لـ 1000 كلفن والضغط 200 غيغا باسكال في مناطق تحول طوري حيث تكون حرارة الهيدروجين خلف النقطة الحرجة ويصبح هيدروجين معدني. في حين تصل الحرارة في النواة إلى 36000 كلفن والضغط بين 3000 إلى 4500 كلفن.

## الغلاف الجوي
يملك المشتري أكبر غلاف جوي بين كواكب المجموعة الشمسية، فغلافه الجوي يمتد حتى ارتفاع 5000 كم. وبما أن المشتري كوكب غازي فقد جرت العادة على اعتبار قاعدة الغلاف الجوي في النقطة التي يكون فيها الضغط الجوي يعادل 10 بار أو عشر أضعاف الضغط الجوي الأرضي.

### طبقات الغيوم
دائماً يكون المشتري مغطى بالغيوم المركبة من بللورات الأمونيا إضافة إلى احتمال وجود بيكبريتيد الأمونيوم. وتتموضع هذه السحب في التربوبوز، وتكون مرتبة على شكل نطاقات مختلفة وفق خطوط العرض، وتعرف باسم المناطق المدارية. وهذه المناطق مقسمة إلى مناطق ذات ألوان براقة، وأخرى أحزمة معتمة، ويسبب تداخل هذه الدورات المتضاربة إلى نشوء عواصف واضطرابات وتبلغ سرعة الرياح 100 متر/ثانية. كما لوحظ اختلاف المناطق في العرض واللون والكثافة من سنة إلى أخرى، لكنها بقيت ملحوظة بشكل جيد بالنسبة للفلكيين ليميزوها فيما بينها. 
يبلغ عمق طبقات الغيوم نحو 50 كم، وتحتوي على الأقل على طبقتين من الغيوم. الطبقة السفلى طبقة سميكة والطبقة العلوية رقيقة وأكثر شفافية. ومن الممكن وجود طبقة رقيقة من غيوم الماء متوضعة تحت طبقة الأمونيا، كدليل ناتج عن ومضات البرق المكتشف في الغلاف الجوي للمشتري.وعادةً ما ينتج البرق بسبب قطبية الماء، مما يجعلها قادرةً على إجراء عمليات التفريغ الكهربائي اللازم لتوليد البرق. وتصل قيمة التفريغ الكهربائي لأكثر من ألف ضعف مما هي عليه على الأرض. وتشكل سحب الماء عواصف رعدية مدفوعة بالحرارة المرتفعة من داخله.
تنتج الألوان البنية والبرتقالية لغيوم المشتري من تقلبات العناصر المكونة لها والتي تتغير ألوانها عندما تتعرض للأشعة الفوق بنفسجية القادمة من الشمس. ولكن لايزال التركيب الأكيد لمكونات هذه الغيوم غير مؤكد، ولكن يعتقد أن هذه المركبات عبارة عن مركبات الفوسفور أو الكبريت أو الهيدروكربونات. وتعرف المركبات الملونة بحوامل الألوان والتي تمتزج بالطبقة السفلية الكثيفة والأكثر سخونة، وتحدث هذه المناطق عندما يزداد الحمل الخليوي مؤدياً إلى تشكل بللورات الأمونيا والتي بدورها تخفي الطبقات السفلية عن النظر.
يملك المشتري انحرافا محوريا قليلا، مما يعني أن منطقة القطبين تتلقى دائماً أشعة شمسية أقل مما تتلقاه المنطقة الاستوائية. فيكون انتقالالحمل الحراري ضمن المناطق الداخلية أكثر فعالية مما هو عليه في منطقة القطبين، ويعتقد أن هذا يؤدي إلى توازن في حرارة طبقات الغيوم.

### البقعة الحمراء العظيمة ودوامات أخرى

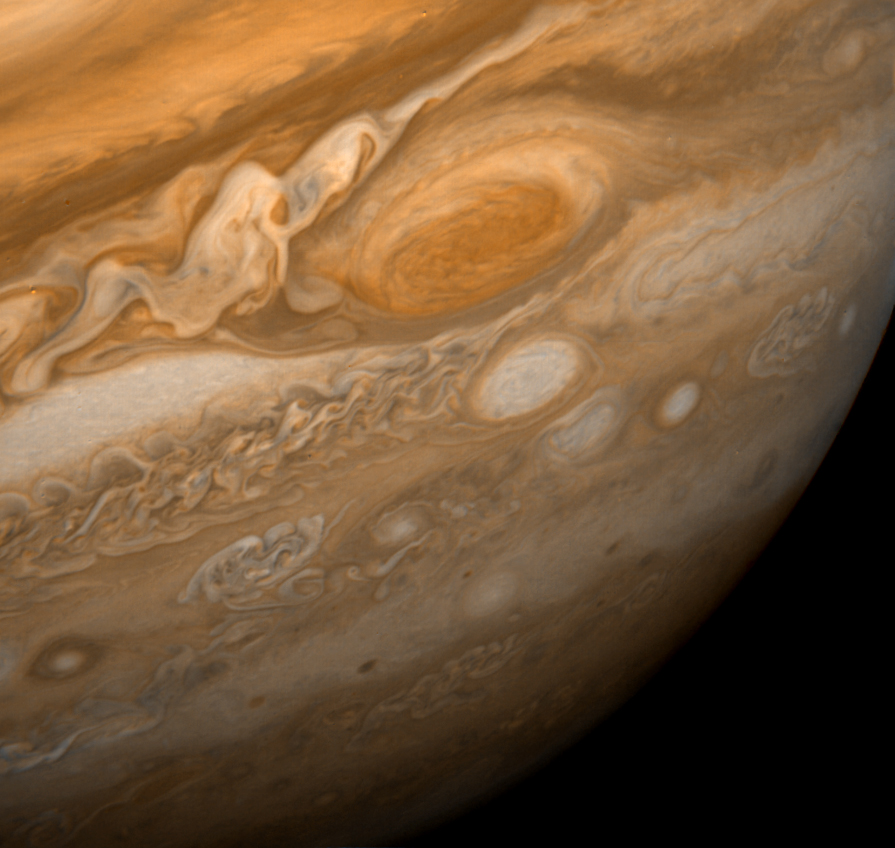
صورة تم الحصول لها للمشتري والبقعة الحمراء العظيمة في 25 فبراير 1979 بواسطة المسبار فوياجر 1 عندما كان المسبار على ارتفاع 9.2 مليون كم من المشتري. ويوجد نمط سحابة مائل إلى اليسار من البقعة الحمراء العظيمة وهي منطقة ذات خصائص حركية معقدة. كما توجد بقعة بيضاء تحت البقعة الحمراء مباشرةً وتساوي تقريباً نصف قطر الأرض.

تعتبر البقعة الحمراء العظيمة من أكثر ملامح المشتري شهرة، وهي إعصار مضاد مستمر يقع على 22 درجة جنوب خط الاستواء. ومن المعلوم أنه قد مُيِّزَت هذه البقعة منذ سنة 1831 وربما قبل ذلك في سنة 1665. وتشير بعض النماذج الرياضية إلى أن هذه العاصفة هي عاصفة مستمرة وسمة دائمة لهذا الكوكب. وبسبب كبر هذ العاصفة فيمكن مراقبتها من الأرض باستخدام مقراب بفوهة 12 سم أو أكبر.
شكل هذه البقعة على شكل قطع ناقص وتدور بعكس عقارب الساعة وتتم دورة كاملة كل ست أيام. وتبلغ أبعاد البقعة الحمراء العظيمة 24–40,000 كمX 12–14,000 كم، وبالتالي هي كبيرة بما فيه الكفاية لتستطيع أن تسع كوكبين أو ثلاث كواكب بقطر الأرض. ويبلغ أقصى ارتفاع للعاصفة 8كم فوق السحب المحيطة بها.
مثل هذه العواصف أمر شائع في الكواكب الغازية بسبب اضطرابات الغلاف الجوي، فيملك المشتري أيضاً بقعاً بيضاءَ وبقعاً أخرى بنية بيضوية الشكل أيضاً. وتميل البيضاء إلى أن تتواجد في السحب الباردة نسبياً في طبقات الغلاف الجوي العليا. أما البنية فهي أكثر حرارة وتتواجد ضمن طبقات الغيوم العادية. ويمكن أن تمتد هذه العواصف لعدة ساعات وحتى عدة قرون.
كانت هناك أدلة قوية على أن البقعة الحمراء هي عاصفة وليست من الملامح التضاريسية للكوكب وحتى قبل أن يثبت فوياجر أنها عاصفة. فهذه البقعة تدور دورانًا تفاضليًا يناسب دوران الغلاف الجوي الكلي، وأحياناً تكون أسرع وأخرى أبطأ. وقد رُصِد دورانها حول الكوكب خلال سجلات تأريخها العديد من المرات بالنسبة لأي ثابت تحتها.
رصد في سنة 2000 تغيرات في ملامح الغلاف الجوي في النصف الجنوبي من الكوكب، وكانت تشبه في المظهر البقعة الحمراء العظيمة لكنها أصغر منها. وقد نشأت هذه العاصفة من عدة عواصف بيضاء صغيرة، وقد لوحظت هذه العواصف سنة 1938. وقد دمجت هذه العواصف البيضاء بعاصفة واحدة وازدادت كثافتها وتغير لونها من الأبيض إلى الأحمر ويطلق عليها اسم البقعة الحمراء الصغيرة.

## حلقات المُشْتَرِي

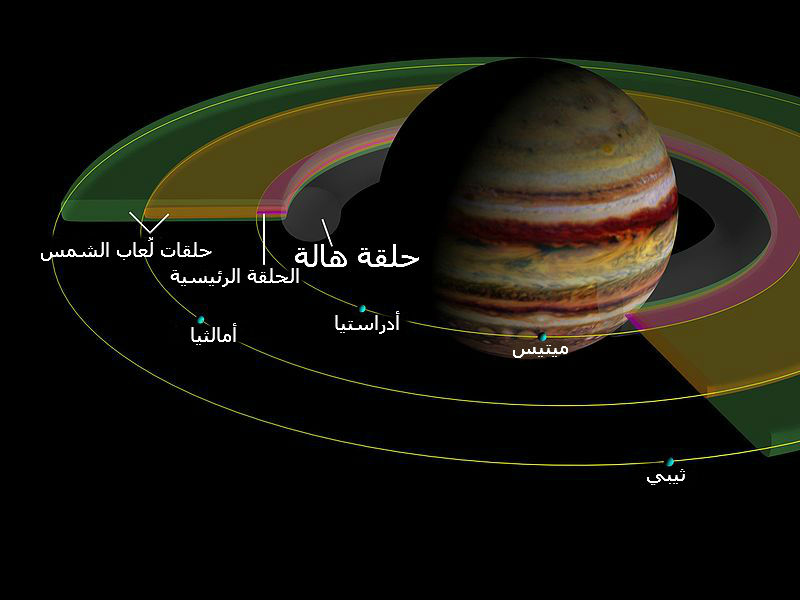
حلقات المشتري

يملك المشتري نظام حلقات خافتاً يتكون من ثلاثة قطاعات رئيسية: الحلقة الداخلية على شكل طارة تعرف باسم هالو، وهي حلقة مضيئة نسبياً، بينما تعرف الحلقة الخارجية باسم حلقة الخيط الرقيق أو حلقة غوسمر. ويعتقد أن هذه الحلقة مكونة أساسًا من الغبار بالإضافة إلى الجليد مثل باقي حلقات المشتري. بينما تعرف الحلقة المتوسطة باسم الحلقة الرئيسية وتتكون غالباً من مقذوفات قادمة من القمرين
أدراستيا وميتس. تسحب المواد الراجعة إلى القمر إلى المشتري بسبب تأثير جاذبيته الكبير. وهكذا ينحرف مدار المواد باتجاه المشتري في حين تضاف مواد جديدة بسبب تأثيرات إضافية. وبشكل مشابه، ينتج القمران ثيبي وأمالثيا الغبار إلى حلقة الخيط الرقيق. كما توجد دلائل على وجود حلقة صخرية على طول مدار أمالثيا والتي قد تكون ناتجة عن حطام صخري اصطدامي مع القمر أمالثيا.

## الغلاف المغناطيسي

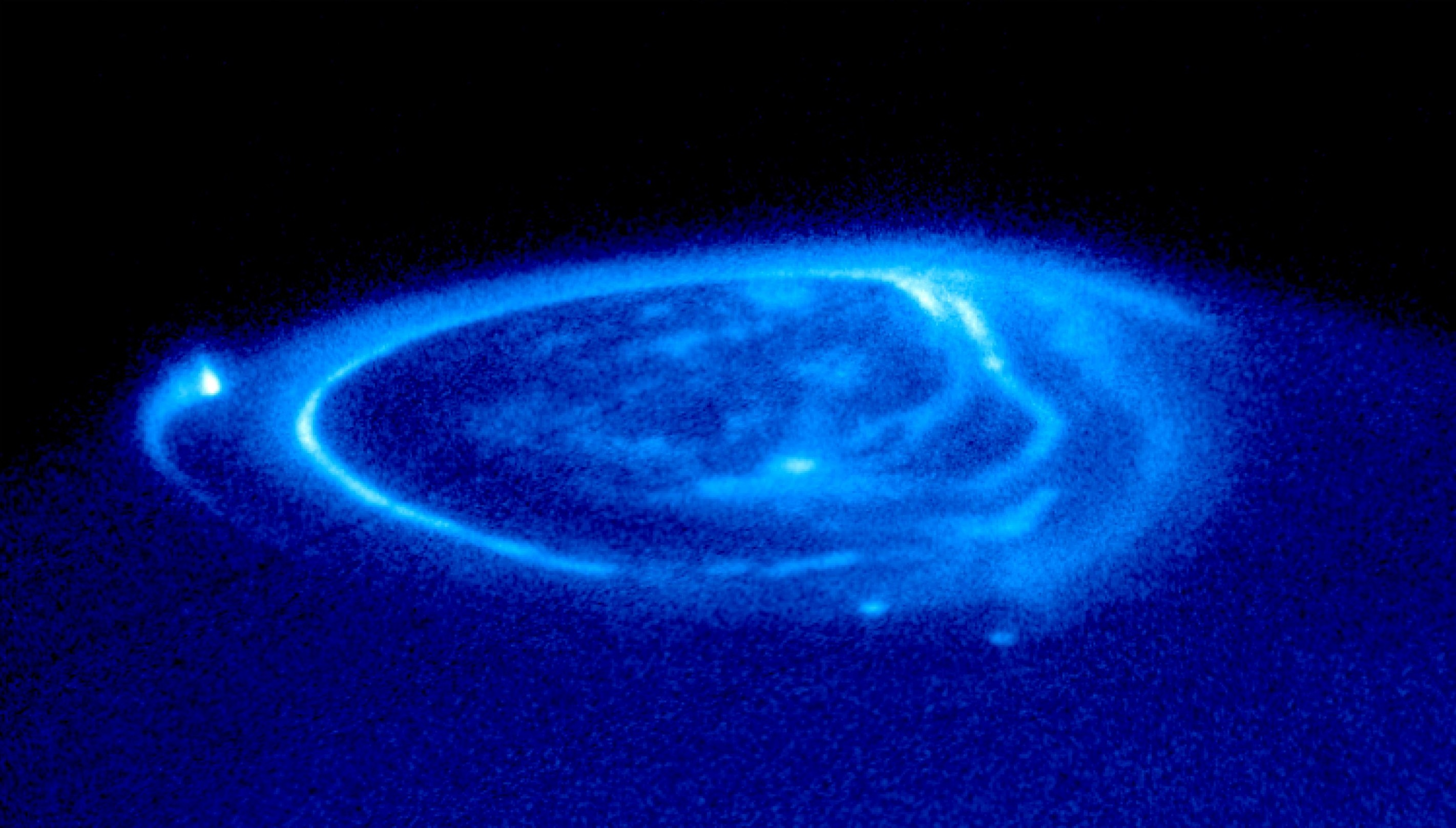
ظاهرة الشفق القطبي على المشتري وتظهر ثلاث نقاط ساطعة بسبب التدفقات المغناطيسية المتولدة بفعل أقمار المشتري الثلاث أيو وغانيميد وأوروبا بالإضافة إلى منطقة ساطعة جداً دائرية الشكل تدعى الإهليلج الرئيسي.

يحد المشتري حقل مغناطيسي أكبر بأربع عشرة مرة من الحقل المغناطيسي الأرضي. ويتراوح ما بين 4.2 جاوس عند خط استواء المشتري إلى ما بين 10–14 جاوس عند القطبين. مما يجعله أكبر حقل مغناطيسي في المجموعة الشمسية باستثناء البقع الشمسية. ويعتقد أن هذا الحقل نشأ بفعل التيارات الدوامية للمواد الموصلة ضمن نواة الهيدروجين المعدني. يتأين غاز ثنائي أكسيد الكبريت الصادر عن براكين القمر إيو والمشكل حلقة غازية حول هذا القمر. وينتج عن هذا التأين أيونات الأكسجين والكبريت. وهذا الإيونات بالإضافة إلى إيونات الهيدروجين المتواجدة في الغلاف الجوي للمشتري تشكل غلاف بلازما عند خط استواء المشتري. يتشارك غلاف البلازما بالدوران مع الكوكب مما يؤدي إلى تشوه في المغناطيسية ثنائية القطب للكوكب وتحولها إلى مغناطيسية قرصية. تولد الإلكترونات ضمن غلاف البلازما إشارات راديوية قوية يحث تولد نبضات تتراوح ما بين 0.6–30 ميجا هرتز.
يتسبب التفاعل ما بين الغلاف المغناطيسي للمشتري والرياح الشمسية حصول انحناء صدمي، مما يؤدي إلى إحاطة الغلاف المغناطيسي للمشتري بفاصل مغناطيسي متوضع على الحافة الداخلية للغمد المغناطيسي. تتفاعل الرياح الشمسية مع الغلاف المغناطيسي في هذه المنطقة مسببة تمدد الغلاف المغناطيس في الجزء المواجه للرياح والذي يمتد للخارج ليصل إلى حدود مدار زحل. يتوضع أربع أكبر أقمار للمشتري ضمن الغلاف المغناطيسي، مما يجعلهم محميين من الرياح الشمسية.
يعتبر الغلاف المغناطيسي للمشتري مسؤول عن الانبعاثات الراديوية الصادرة من المنطقة القطبية للكوكب. ويسبب تفاعل هذا الغلاف مع حلقات الانبعاثات البركانية الصادرة عن القمر إيو والتي يتحرك هذا القمر ضمنها، تسبب إلى إصدار أمواج ألففين التي تحمل أيونات المواد إلى المنطقة القطبية. ونتيجة لهذا تتشكل أمواج راديوية بسبب التسريع الدوراني لآلية المازر (تضخيم الموجات القصار بالإصدار الإشعاعي المنبه). وتصدر هذه الطاقة على طول سطوح مخروطية الشكل. وعندما تتقاطع الأرض مع هذه المخاريط، فإن الأمواج الراديوية الصادرة عن المشتري تزيد عن تلك الصادرة عن الشمس.

## المدار والدوران

دوران كوكب المشتري حول الشمس على نصف قطر تقريبي 778 مليون كيلومتر ويتم دورته كل 11.86 سنة أرضية.

المشتري هو الكوكب الوحيد في المجموعة الشمسية والذي يملك مركز كتلة ثنائي يقع خارج حجم الشمس، وعلى بعد نحو 7% من نصف قطر الشمس. تبلغ متوسط المسافة ما بين الشمس والمشتري نحو 778 مليون كيلومتر أي نحو 5.2 ضعف من متوسط المسافة ما بين الأرض والشمس. ويكمل مداره حول الشمس في 11.86 سنة، وهذه الفترة تساوي 2/5 من الفترة المدارية لزحل، مما يشكل رنين مداري 5:2 بين أكبر كوكبين في المجموعة. يميل المدار الإهليلجي للمشتري بمقدار 1.31° مقارنة مع الأرض. وبسبب الشذوذ المداري البالغ 0.048 فإن المسافة بين الشمس والمشتري تتفاوت كل 75 مليون سنة ما بين الحضيض والأوج، أو بين أقرب وأبعد نقطة على الكوكب على  مسار المدار.
يعتبر الميل المحوري للمشتري صغير نسبياً ويبلغ 3.13° فقط. وكنتيجة لذلك لا يشهد هذا الكوكب تغيرات فصلية كبيرة، على العكس من الأرض وعطارد على سبيل المثال.
دوران المشتري هو الدوران الأسرع بين كواكب المجموعة الشمسية، فيتم دورة كاملة حول محوره في أقل من 10 ساعات. وينتج عن هذا انتفاخ استوائي من السهل رؤيته من خلال المقاربات الأرضية. يتطلب تحقيق هذا الدوران تسارع جاذبية عند خط الاستواء 1.67 م/ثا−2، في حين أن تسارع الجاذبية يصل عند خط الاستواء 24.79 م/ثا−2. وبالتالي فإن صافي فائض التسارع عند خط الاستواء هو 23.12 م/ثا−2. شكل المشتري كروي مفلطح مما يعني أن قطر المشتري عند خط الاستواء أكبر من القطر الواصل بين القطبين. ويزيد القطر الاستوائي عن القطر بين القطبين بما يقارب 9275 كم.
بما أن المشتري كوكب غير صلب، فإن الغلاف الجوي العلوي يخضع لدوران تفاضلي. فتكون فترة دوران الغلاف الجوي في المنطقة القطبية أطول بخمس دقائق منها في المنطقة الاستوائية. تستخدم ثلاث أنظمة من الأطر المرجعية وخصوصاً عند الحاجة للتمثيل البياني لحركة الغلاف الجوي. يطبق النظام الأول من خط العرض 10 شمالاً إلى الخط 10 جنوباً وينتج عنه الفترة اليومية الأقصر للكوكب وتبلغ وفق هذا النظام 9 ساعة و50 دقيقة و30 ثانية. أما النظام الثاني فيشمل جميع خطوط العرض من الشمال إلى الجنوب وينتج فترة 9 ساعة و55 دقيقة و40.6 ثانية. أما النظام الثالث فعرف بعلم الفلك الكاشوفي ويتوافق مع دوران الغلاف المغناطيسي، وفترة دورانه هي الفترة الرسمية لدوران المشتري.

## الأقمار

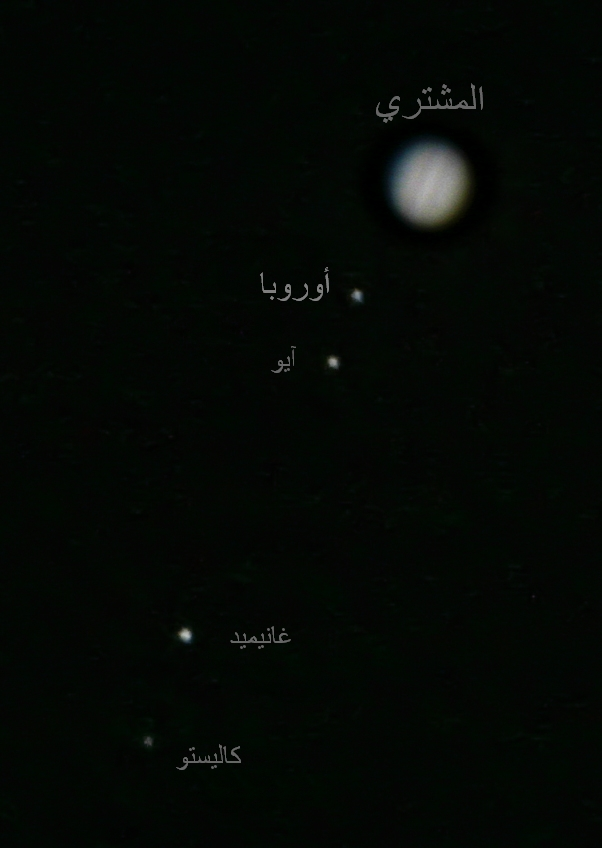
المشتري مع الأقمار الغالولية

يملك المشتري 79 قمراً ومن بينها 47 قمرا قطرها أقل من 10 كم واكتشفت منذ عام 1975. تعرف الأقمار الأربع الأكبر باسم أقمار غاليليو.

### أقمار غاليليو

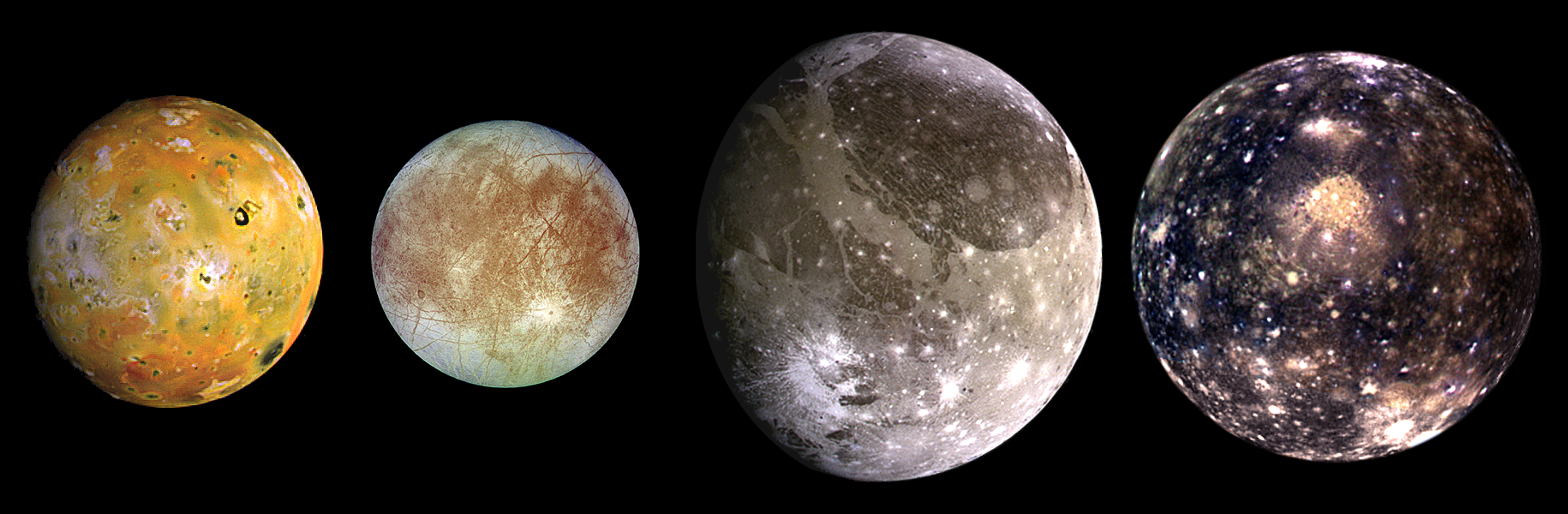
الأقمار الغالولية من اليسار إلى اليمين مع اعتبار المسافة أيو وأوروبا وغانيميد وكاليستو.

هي أربعة أقمار تابعة لكوكب المشتري اكتشفها جاليليو جاليلي في يناير عام 1610 للميلاد.
هذه الأقمار هي أكبر أقمار كوكب المشتري واستُقّت أسمائهم من عشاق زيوس: آيو وأوروبا وغانيميد وكاليستو. يشكل مدار آيو وأوروبا وغانيميد نموذجا يدعى برنين لابلاس. فكل أربع دورات لآيو حول المشتري، يدور أوروبا دورتين تماماً وغانيميد يدور دورة واحدة تماماً. يسبب هذا الرنين تأثيرات جاذبية على هذه الأقمار الثالثة تؤدي إلى تشوه مداراتهم على شكل قطع ناقص، كما أن كل قمر يتلقى سحبًا إضافيٍّا من جاره عند نفس النقطة في كل دورة يقوم فيها. في حين تقوم قوة المد والجزر الناشئة من كتلة المشتري في محاولة تدوير مدارتهم.
يتسبب الشذوذ المداري لمدارات هذه الأقمار في انحناء منتظم لشكل الأقمار الثلاثة. فتقوم جاذبية المشتري بتمديدها للخارج عندما تقترب منه، وبالتقلص للداخل وتصبح أكثر كروية عندما تبتعد عنه. يتسبب هذا التمدد والتقلص بارتفاع الحرارة الداخلية للأقمار نتيجة الاحتكاكات التي تحدث بفعل هذه الآلية. ويعتقد أن قوة المد والجزر هذه تسبب النشاط البركاني الكبير للقمر الأقرب آيو والذي يخضع لقوة مد وجزر أكثر من الباقي. وبدرجات أقل يظهر ذلك النشاط في الأدلة الجيولوجية على سطح أوروبا خلال مراحله الأولى.
| مقارنة بين أقمار غاليلو وقمر الأرض | مقارنة بين أقمار غاليلو وقمر الأرض | مقارنة بين أقمار غاليلو وقمر الأرض | مقارنة بين أقمار غاليلو وقمر الأرض | مقارنة بين أقمار غاليلو وقمر الأرض | مقارنة بين أقمار غاليلو وقمر الأرض | مقارنة بين أقمار غاليلو وقمر الأرض | مقارنة بين أقمار غاليلو وقمر الأرض | مقارنة بين أقمار غاليلو وقمر الأرض | مقارنة بين أقمار غاليلو وقمر الأرض |
| الاسم                              | القطر                              | القطر                              | الكتلة                             | الكتلة                             | نصف القطر المداري                  | نصف القطر المداري                  | الفترة المدارية                    | الفترة المدارية                    |                                    |
| الاسم                              | كم                                 | %                                  | كغ                                 | %                                  | كم                                 | %                                  | يوم                                | %                                  |                                    |
| ---------------------------------- | ---------------------------------- | ---------------------------------- | ---------------------------------- | ---------------------------------- | ---------------------------------- | ---------------------------------- | ---------------------------------- | ---------------------------------- | ---------------------------------- |
| إيو                                | 3643                               | 105                                | 8.9×1022                           | 120                                | 421,700                            | 110                                | 1.77                               | 7                                  |                                    |
| أوروبا                             | 3122                               | 90                                 | 4.8×1022                           | 65                                 | 671,034                            | 175                                | 3.55                               | 13                                 |                                    |
| غانيميد                            | 5262                               | 150                                | 14.8×1022                          | 200                                | 1,070,412                          | 280                                | 7.15                               | 26                                 |                                    |
| كاليستو                            | 4821                               | 140                                | 10.8×1022                          | 150                                | 1,882,709                          | 490                                | 16.69                              | 61                                 |                                    |

### تصنيف الأقمار

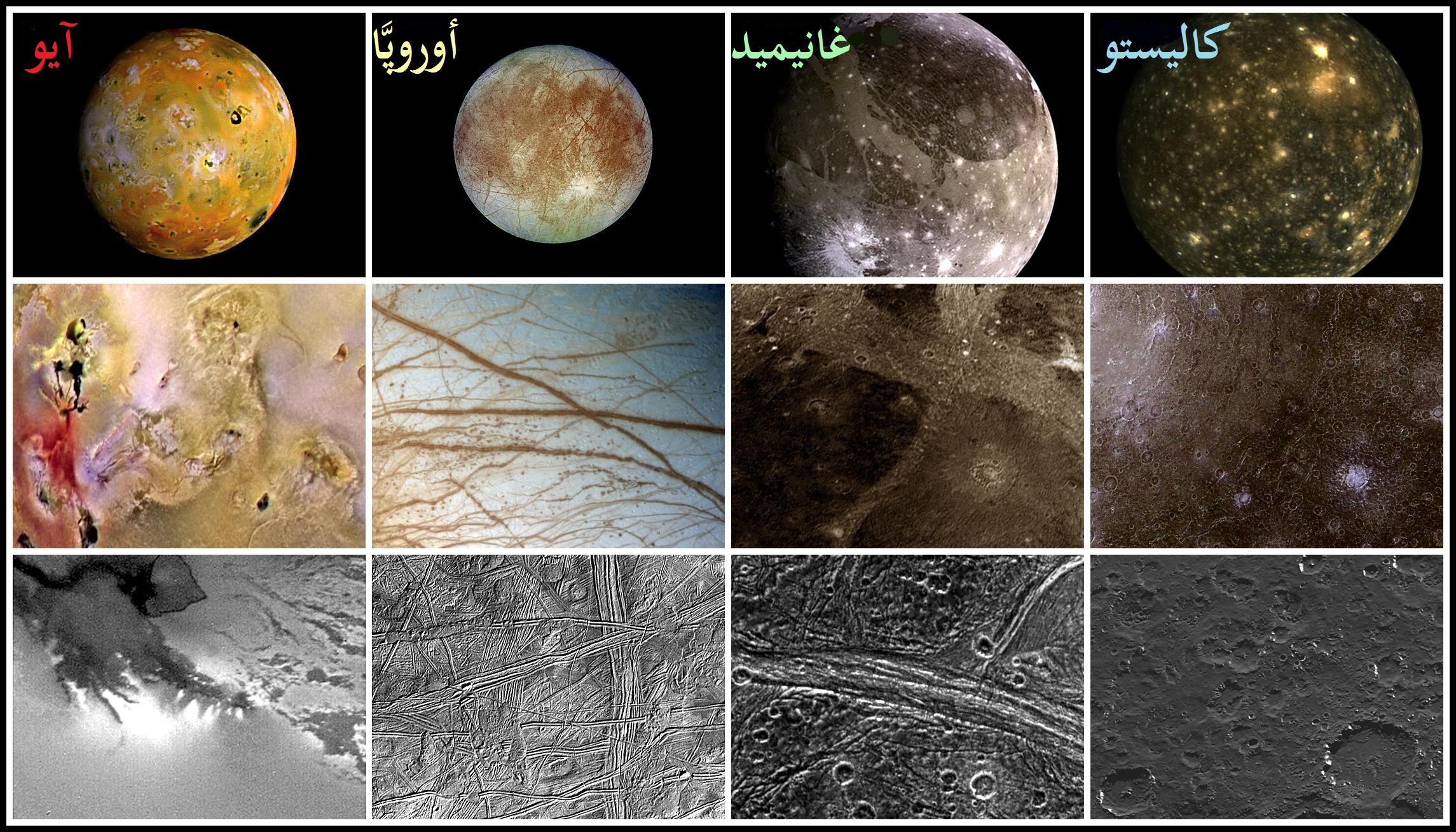
صورة لملامح أقمار المشتري.

صنفت أقمار المشتري قبل اكتشافات مهمة فوياجر إلى أربع مجموعات، وصنفت كل مجموعة على أساس العوامل المدارية المشتركة. لكن تعقدت الصورة منذ نجاح مهمة فوياجر واكتشاف عدد كبير من الأقمار الصغير الخارجية. وتصنف أقمار المشتري حالياً ضمن ثماني مجموعات رئيسية، على الرغم من أن بعض هذه المجموعات أكثر تمايزاً من غيرها.
تقسم أقمار المشتري إلى قسمين رئيسيين، القسم الأول ويحوي على ثمانية أقمار داخلية ذات مدارات دائرية تقريباً وتدور في مستوي خط استواء المشتري وهي أقمار نظامية ويعتقد أنها تشكلت من المشتري. أما باقي الأقمار فهي أقمار غير نظامية وهي غير معروفة العدد وصغيرة وذات مدارات إهليلجية، ويعتقد أنه كويكبات أو شظايا كويكبات أسرتها جاذبية المشتري. تتشارك الأقمار الغير النظامية بعناصر المدارية متشابهة مما يرجح فرضية الأصل المشترك لكل مجموعة، ومن الممكن أن قمر كبير أو جسم أسر وتحطم مشكلاً هذه الأقمار.
| الأقمار النظامية     | الأقمار النظامية |
| -------------------- | --- |
| الأقمار الداخلية     | تتألف المجموعة الداخلية من أربعة أقمار صغيرة كل منها قطره أقل من 200 كم ونصف قطر مداري أقل من 200000 كم ولديها انحراف مداري أقل من نصف درجة             |
| أقمار غاليلو         | تتألف من أربعة أقمار اكتشفها غاليلو وسيمون موريس ويتراوح مدارهم بين 40000 و2000000 كم وتتضمن بعض من أكبر أقمار المجموعة الشمسية                         |
| الأقمار غير النظامية | |
| ثيميستو              | وهذه المجموعة عبارة عن قمر وحيد ويقع مداره في منتصف بين أقمار غاليلو ومجموعة هيمالايا                                                                   |
| مجموعة هيمالايا      | وهي مجموعة عنقودية من الأقمار يتوضع مداراتها ما بين 11,000,000–12,000,000 كم من المشتري.                                                                |
| كاربو                | وهي حالة تحوي قمر وحيد أخرى ويقع على الحافة الداخلية لمجموعة أنانك ويدور حول المشتري بحركة تراجعية                                                      |
| مجموعة أنانك         | مجموعة من الأقمار بحركة تراجعية وحدود مداراتها غير معروفة تماماً وتتراوح ما بين 21,276,000 من المشتري إلى مع متوسط في الانحراف المداري يصل إلى 149 درجة. |
| مجموعة كارم          | وهي أيضاً مجموعة من الأقمار تدور بحركة تراجعية وبمتوسط مدار 23,404,000 كم مع متوسط انحراف مداري 165 درجة.                                                |
| مجموعة باسيفي        | هي مجموعة مكونة من أقمار تتحرك بحركة تراجعية دائرة حول المشتري على مسافة تتراوح بين 22.8 و24.1 جيجامتر وزاوية ميلان تتراوح تقريباً بين 144.5° و158.3°    |

## الرصد

الحركة التراجعية لكواكب المجموعة الشمسية الخارجية نتيجة تموضعها النسبي مع الأرض.

عادة ما يكون المشتري رابع جرم من حيث الإضاء في سماء الأرض (بعد الشمس والقمر والزهرة). على الرغم من أن المريخ أحياناً يكون أكثر إضاءة من المشتري. ويعتمد ذلك على تموضع المشتري بالنسبة للأرض، والذي سيؤدي إلى تغير القدر الظاهري له من -2.9 في الوضع الأكثر إضاءة إلى -1.6 في الوضع المقابل أثناء الاقتران مع الشمس. وبالمثل يتنوع القطر الزاو له من 50.1 إلى 29.8 ثانية قوسية. ويحدث الوضع المقابل عندما يمر المشتري خلال الحضيض، ويحدث هذا مرة خلال الفترة المدارية. واقترب المشتري من الحضيص في شهر مارس سنة 2011.
تجتاز الأرض المشتري كل 398.9 يوم خلال دورانها حول الشمس وتدعى هذه المدة فترة اقترانية وعندما يحدث هذا يبدو أن المشتري أنه يخضع لحركة تراجعية بالنسبة للنجوم. لذلك يبدو لفترة أن المشتري يتحرك إلى الخلف في سماء الليل منجزاً حركة حلقية.
تتكون الفترة المدارية للمشتري من 12 عام تقريباً وهي تتوافق مع الأبراج الفلكية لدائرة البروج، ومن الممكن أن هذه الدورة هي أساس الأبراج الفلكية.
لا تزيد زاوية الطور عند رؤويتها من الأرض عن 11.5 درجة لأن مدار المشتري يقع خارج مدار الأرض. كما أن المشتري يظهر مضيئأ كاملًا عند رؤويته بالمقرابات. وقد رأته البعثات الفضائية  بشكل هلال.

## الاستكشاف

### ما قبل المقراب

نموذج من المجسطي يبين حركة المشتري (☉) بالنسبة إلى الأرض (⊕)

يرجع رصد المشتري إلى القرن السابع أو الثامن قبل الميلاد لعلماء الفلك البابليين. كما علق الباحث في تاريخ علم الفلك الصيني كسي زيزونغ بأن غان دي قد اكتشف أحد أقمار المشتري بالعين المجردة في سنة 365 قبل الميلاد. وإذا صح هذا فإنه سيكون قد اكتشف قمر للمشتري قبل غاليلو بألفي سنة.
ووفقاً لكتاب المجسطي فإن كلاوديوس بطليموس قام بتشيد نموذج فلكي يظهر أن الأرض هي مركز الكون وقام بالاعتماد على فلك التدوير بحساب حركة المشتري بالنسبة للأرض ويقدر الفترة المدارية للمشتري حول الأرض بـ 4332.38يوم أي 11.86 سنة.
قام أريابهاتا الرياضي والفلكي الهندي في سنة 499 باستخدام نموذج مركزية الأرض ليحسب مدار المشتري حول الأرض وقدره بـ 4332.2722 يوم وهو مايعادل 11.86 سنة

### الرصد باستخدام المقرابات الأرضية

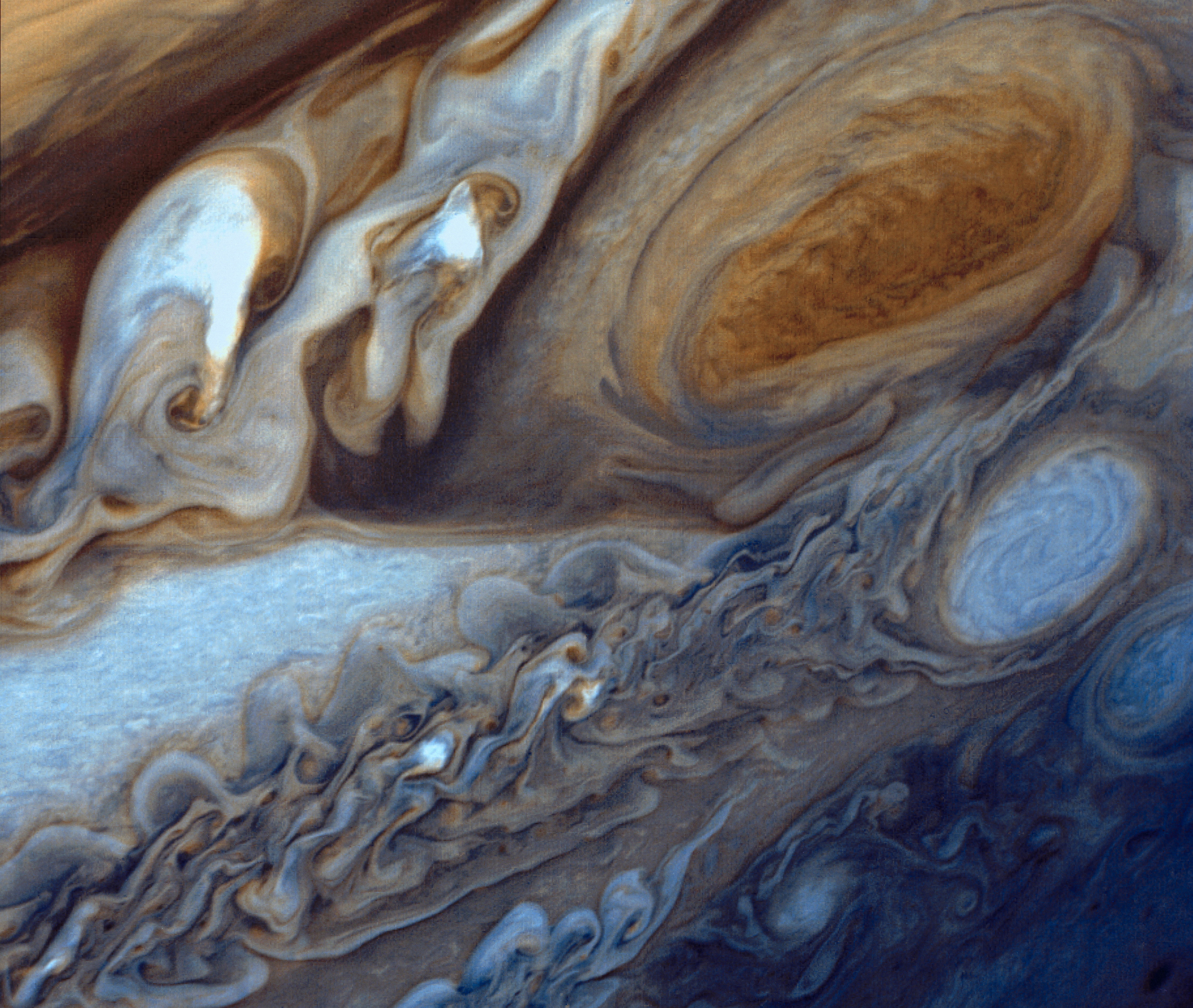
صورة بألوان غير حقيقة التقطتها فوياجر تبين تفاصيل الغلاف الجوي للمشتري والبقعة الحمراء إضافة إلى إعصار أبيض.

اكتشف غاليلو في سنة 1610 أكبر أربع أقمار من أقمار المشتري وهم أيو وأوروبا وغانيميدا وكاستيلو باستخدام مقراب. ويعتقد أنه أول اكتشاف لأقمار كواكب باستخدام المقربات باستثناء قمر الأرض. كما أن غاليلو كان أول من اكتشف بأن الحركة السماوية لم تكن متمركزة حول الأرض. وكانت هذه النقطة الرئيسية التي تدعم نظرية مركزية الشمس لكوبرنيكوس، وبذلك دعم غاليلو نظرية حركة الكواكب لكوبرنيكوس مما جعله تحت تهديد محاكم التفتيش.
كما رصد جيوفاني كاسيني باستخدام مقرابه خلال سنة 1660 شرائط وبقع ملونة على سطح المشتري، كما لاحظ تفلطح الكوكب عند القطبين. كما قدر فترة دوران الكوكب. ولاحظ في سنة 1690 بأن الغلاف الجوي يتحرك بدوران تفاضلي.
ويعتقد أن أول من رصد البقعة الحمراء العظيمة هو روبرت هوك  سنة 1664، ومن ثم في سنة 1665 العالم كاسيني. كما نشر الصيدلاني هنريش شوب أول رسمة تظهر تفاصيل البقعة الحمراء العظيمة في سنة 1831.
لكن رصد البقعة الحمراء العظيمة غاب خلال الفترة ما بين 1665 و1708، قبل أن تصبح واضحة جداً في سنة 1878. كما سجل أنها تلاشت عن الرؤيا في سنة 1883 وبداية القرن العشرين.
قام كل من جيوفاني بورلي وكاسيني بعمل جداول دقيقة لحركة أقمار المشتري، مما سمح بالتنبؤ بالأوقات التي تكون فيها الأقمار أمام أو خلف المشتري. ورُصِد المشتري في سنة 1670 في الموقع الذي يكون فيه في الاتجاه المعاكس للأرض بالنسبة للشمس، وقد تأخر هذا الحدث 17 دقيقة عما كان متوقع. وقد أول أوول رومر هذا بأنه غير لحظي، وقد فسر هذا التناقض بين الرؤيا والحسابات بأنه الزمن اللازم لسرعة الضوء.
اكتشف إدوارد إيمرسون برنارد في سنة 1892 القمر الخامس من أقمار المشتري، باستخدام عاكس بقطر 36 إنش في مرصد ليك في كاليفورنيا. وسرعان ما جعله اكتشاف هذا الجرم الصغير نسبياً شهيراً، وقد سمي هذا القمر لاحقاً باسم أمالثيا. وكان هذا القمر آخر قمر لكوكب تكتشفه الأجهزة البصرية. اكتشف المسبار فوياجر 1 في سنة 1979 ثمانية أقمار إضافية.
حدد روبرت ويلدت حزم تمتص الأمونيا والميثان من خلال تحليل طيف المشتري في سنة 1932.

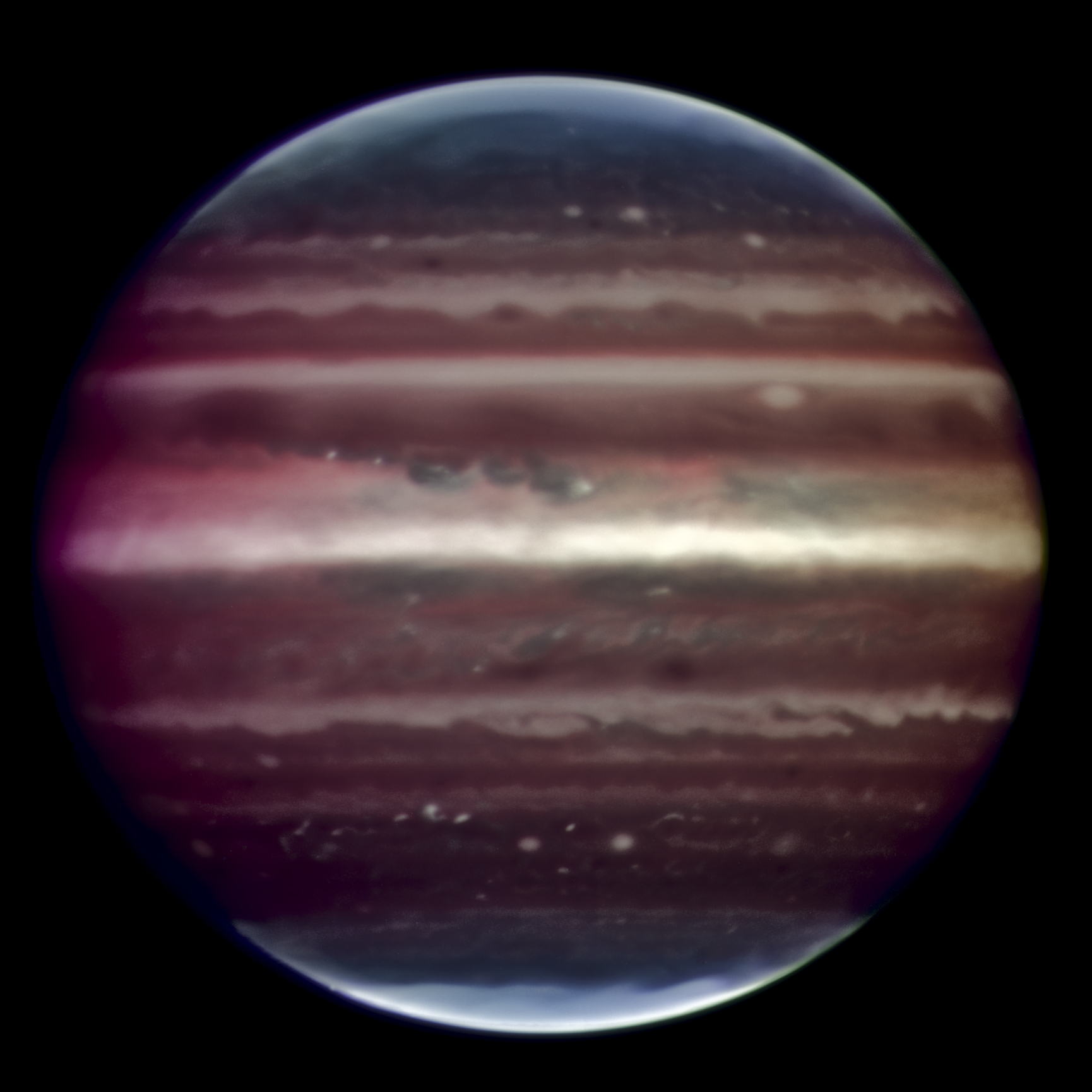
صورة بالأشعة تحت الحمراء للمشتري التقطها المرصد الأوروبي الجنوبي

ورُصدت ثلاثة أعاصير مضادة طويلة العمر في سنة 1938. وقد استمرت هذه الأعاصير لفترة طويلة منفصلة عن بعضهم البعض، على الرغم من اقترابها من بعضها البعض أحياناً، لكنها لم تندمج حتى سنة 1998 عندما اندمج اثنان منهم، وبعد ذلك جذب الإعصار الثالث سنة 2000.

### الرصد باستخدام المقراب الكاشوفي
حدد بيرنارد بوركي وكينيث فرانكلين في سنة 1955 نبضات راديوية بتردد 22.2 MHz قادمة من المشتري. وقد تطابقت فترة النبضات مع دوران الكوكب، مما جعلهم قادرين على إعادة تحديد سرعة الدوران. وقد وجد أن النبضات القادمة من المشتري تنقسم إلى نوعين: النبضات الطويلة والتي تصل مدتها لعدة ثوانٍ، والنبضات القصيرة والتي تستمر لأجزاء بالمئة من الثانية.
اكتشف العلماء لاحقاً وجود ثلاث أنواع من الموجات الراديوية منبعثة من المشتري:
- نبضات ديسمترية (طول الموجة بعشرات الأمتار) تتغير مع دوران المشتري، وتتأثر بتداخل آيو مع غلاف المشتري المغناطيسي.[92]
- أمواج بنبضات ديسمترية (ويكون طول الموجة بالسنتيمترات وقد اكتشفها فرانك دريك وهين هفاتوم في سنة 1959.[34] وأساس هذه الإشارة ناتج عن الحزام نتوئي الشكل المتواجد حول خط استواء المشتري. وتنتج هذه الإشارة عن إشعاع سيكلوتروني من الإلكترونات والتي تتسارع في حقل المشتري المغناطيسي.[93]
- إشعاعات حرارية تنتج عن حرارة الغلاف الجوي للمشتري.[34]

### الاستكشاف بالمركبات الفضائية
زار المشتري منذ سنة 1973 العديد من المركبات الفضائية، من أهم هذه الرحلات المسبار بيونير 10، وهو أول مسبار أقترب لمسافة كافية من أكبر كواكب المجموعة الشمسية وأرسل إلى الأرض اكتشافات حول الخصائص والظواهر المتعلقة بالكوكب.

#### رحلات التحليق
| المسبار      | أكثر اقتراب     | المسافة        |
| ------------ | --------------- | -------------- |
| بيونير 10    | 3 ديسمبر، 1973  | 130,000 كم     |
| بيونير 11    | 4 ديسمبر, 1974  | 34,000 كم      |
| فوياجر 1     | 5 مارس, 1979    | 349,000 كم     |
| فوياجر 2     | 9 يوليو, 1979   | 570,000 كم     |
| يوليوس       | 8فبراير, 1992   | 408,894 كم     |
| يوليوس       | 4 فبراير, 2004  | 120,000,000 km |
| كاسيني       | 30 ديسمبر, 2000 | 10,000,000 كم  |
| نيوهورايزونز | 28 فبراير, 2007 | 2,304,535 كم   |

مع بداية سنة 1973 قامت العديد من المركبات الفضائية بمناورات كوكبية جعلتهم قادرين على استكشاف مجالات من المشتري. وقد نجحت مهمتي بيونير في الحصول على صور قريبة للغلاف الجوي للمشتري والعديد من أقماره. وقد اكتشفت حقل إشعاعي أكبر مما هو متوقع بالقرب من الكوكب، وقد تمكنت كلا المركبتين من النجاة في هذه البيئة. وقد استخدمت مدارات المركبتين لإعادة تقدير كتلة نظام المشتري. وأعطت قياسات الإشارة الراديوية نتائج جيدة وأفضل النتائج كانت حول قطر الكوكب ومقدار التفلطح في القطبين.
نجحت مهمة فوياجر بعد ست سنوات إلى تطوير الفهم حول أقمار غاليلو واكتشف حلقات المشتري. كما أكدت أن البقعة الحمراء العظيمة عبارة عن إعصار. ولوحظ بمقارنة الصور الملتقطة بفوياجر وبيونير حدوث تغيرات في البقعة، فقد تغير لونها من البرتقالي إلى بني غامق. كما اكتشف حيز من الذرات المتأينة على طول مسار مدار آيو، كما لوحظ ومضات من البرق في الجانب المظلم من الكوكب.
كانت المهمة التالية لاستكشاف المشتري المسبار العامل على الطاقة الشمسية يوليوس. وأُجريت مناورة تحليق لتحقيق مدار قطبي حول الشمس. وخلال مرور المركبة دُرس الغلاف المغناطيسي للمشتري، لكن لم تُلتقط صور لأن المسبار لم يكن مجهز بكاميرات. وأُجرِيَ تحليق آخر بعد 6 سنوات لكنها كانت على مسافة كبيرة جداً.

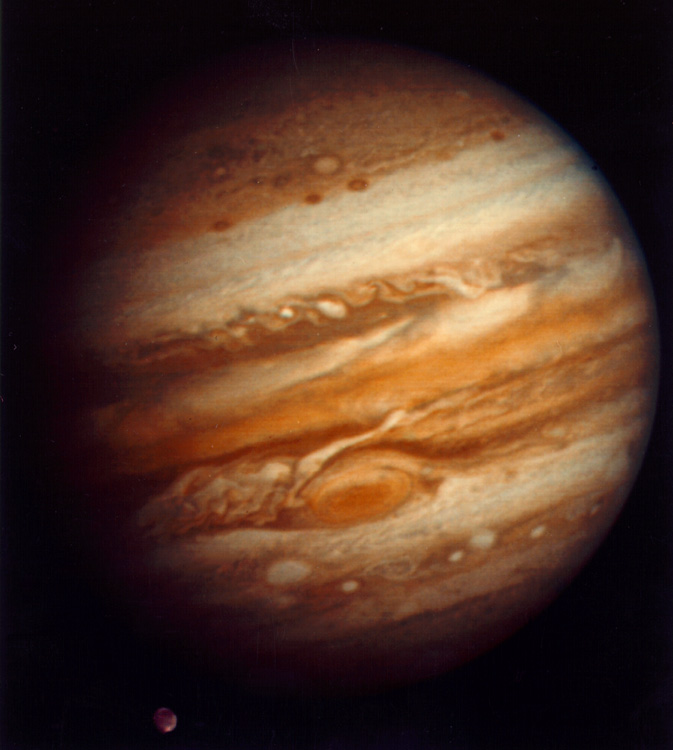
صورة للمشتري ملتقطة في 24 يناير 1979 عندما كان على مسافة 40 مليون كم.

حلق المسبار كاسيني في سنة 2000 فوق زحل والمشتري وزود العلماء بصور عالية الدقة لم تحقق من قبل لهذا الكوكب. وفي 19 ديسمبر 2000 التقط المسبار صور للقمر هيمالايا، لكن دقة الصورة كانت منخفضة بحيث لم تسمح برؤية تفاصيل سطحه.
حلق المسبار نيوهورايزونز وهو في طريقه إلى بلوتو فوق المشتري بمساعدة الجاذبية وحقق أكثر اقتراب من المشتري في 28 فبراير 2007. وقد حددت كاميرات المسبار بلازما خارجة من براكين آيو ودرس كل الأقمار الغاليلية الأربعة بتفصيل، كما رصد عن مسافة بعيد القمرين هيمالايا وإلارا. كما بدأ بتصوير نظام المشتري في 4 سبتمبر من سنة 2006.

#### مهمة غاليلو

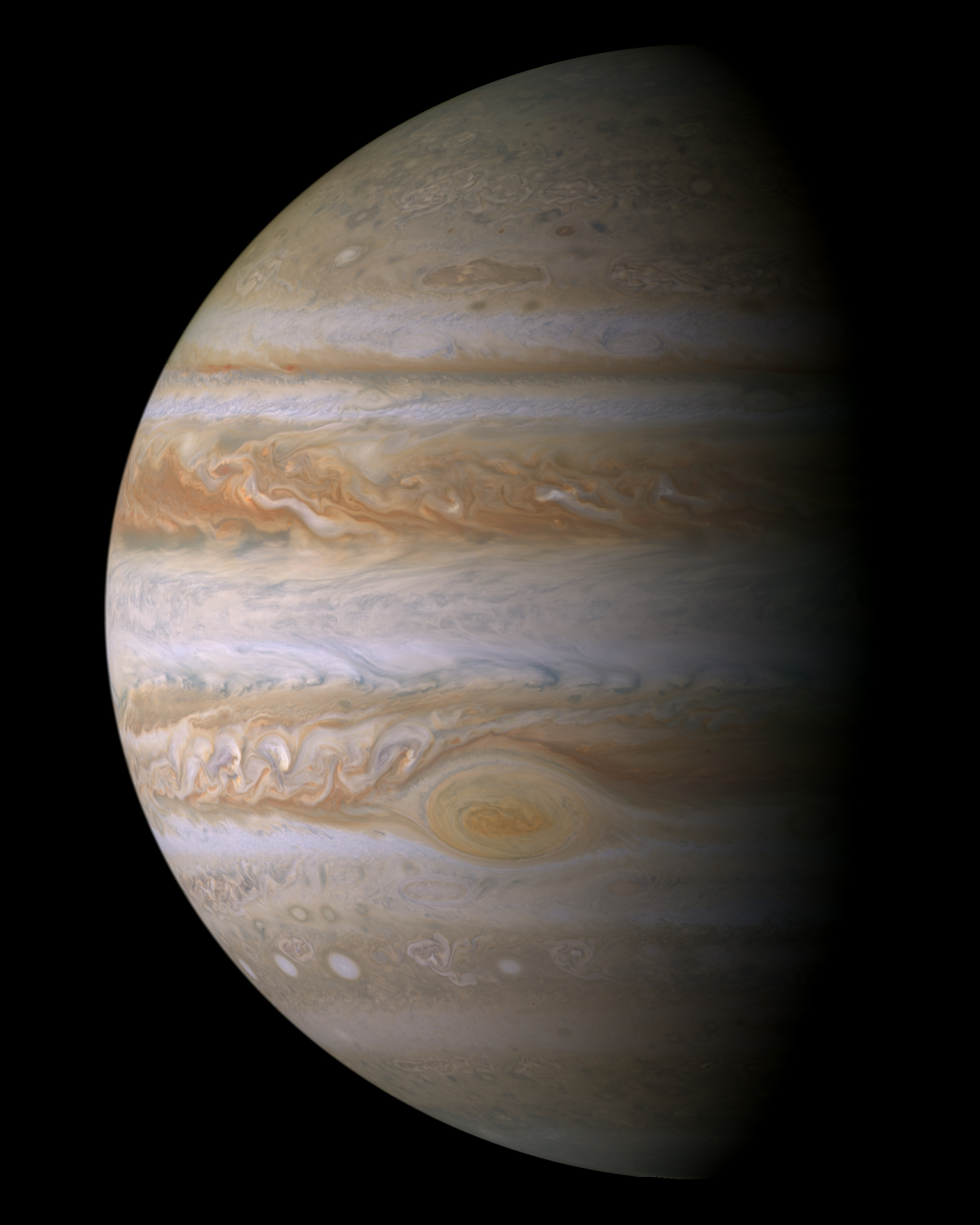
المشتري كما ظهر بالمسبار كاسيني

لم تُوجه مركبة مخصصة إلى مدار المشتري حتى الآن سوى غاليليو. والذي دخل في مدار حول المشتري في 7 ديسمبر من سنة 1995. وقد دار في مدار حول المشتري أكثر من سبع سنوات. وأجرى عدة عمليات تحليق فوق أقمار غاليلو وأمالثيا. كما شهد المسبار اقتراب النيزك شوميكار ليفي 9 من المشتري في سنة 1994، معطياً وجهة نظر فريدة من نوعها لهذا الحدث. لقد كانت المعلومات المكتسبة من نظام المشتري كبيرة، لكن تصميم المسبار غاليليو كان محدود وفشل الهوائي في إرسال تلك المعلومات.
حرر مسبار صغير من المركبة الفضائية في يوليو من سنة 1995 لكشف الغلاف الجوي. ودخل الغلاف الجوي للمشتري في 7 ديسمبر. وهبط بمساعدة المظلة مسافى 150 كم في الغلاف الجوي، وجمع بيانات لمدة 57.6 دقيقة، ومن ثم حطم نتيجة الضغط (نحو 22 ضعف الضغط الجوي وعند حرارة تصل إلى 153 درجة مئوية). ويحتمل أنه صهر بعد ذلك، وربما تبخر. وقد خاض المسبار غاليليو نفس التجربة عندما وجه عمداً إلى الكوكب في 21 سبتمبر من سنة 2003 بسرعة أكبر من 50 كم/سا لتجنب إمكانية التحطم واحتمال التلوث من القمر أوروبا الذي كان يؤمل أن يوجد عليه احتمال للحياة.

#### المهمات المستقبلية
خططت ناسا لإطلاق مهمة لدراسة تفاصيل المشتري من خلال مدار قطبي، حيث أطلقت مسبار جونو للقيام بتلك المهمة في عام 2011، ووصل هذا المسبار إلى مدار المشتري بتاريخ 4 يوليو 2016. ومن المفترض أن تقوم وكالة الفضاء الأوروبية بإطلاق المهمة أخرى ضمن إطار بعثة التحليقات المتعددة حول أوروبا في عام 2022، حيث سيقوم مستكشف أقمار المشتري الجليدية والذي يُعرَف اختصارًا جوس (بالإنجليزية: JUICE) بدراسة أقمار جانيميد وكاليستو وأوروبا التابعة للمشتري. ثم تليها مهمة ناسا والمتمثلة بإطلاق مهمة كاليبر في عام 2025.

### مهام ملغية
أقترحت كل من ناسا ووكالة الفضاء الأوروبية على مهمة مشتركة تدعى مهمة نظام أوروبا المشتري - لابليس لاستكشاف المشتري. وقد أعلن في سنة 2009 أن هذه المهمة لها الأولوية على المهمة المشتركة الأخرى مهمة نظام تيتان زحل. وما زالت تمويل مساهمة وكالة الفضاء الأوروبية لهذا المشروع تواجه منافسة من مشاريع الوكالة الأخرى. ويعتقد أن وقت إطلاق المهمة سيكون في حدود سنة 2020. تتكون هذه المهمة من مسبار لاستكشاف أوروبا من تصميم ناسا ومسبار آخر لاستكشاف غانيميد من تصميم وكالة الفضاء الأوروبية. وبسبب احتمال وجود محيط من السوائل على سطح الأقمار أوروبا وغانيميد وكاليستو، فهناك اهتمام كبير في دراسة الأقمار الجليدية بكل تفصيل. وقد أخرت مشاكل التمويل تقدم هذه العملية إلى أن ألغيت في سنة 2005 مهمة استكشاف الأقمار الجليدية. كما درست مهمة مدار أوروبا المشتري من وكالة الفضاء الأوروبية، لكن ألغيت هذه المهمة لتحل محلها مهمة نظام أوروبا المشتري - لابليس.

## العلاقة مع النظام الشمسي

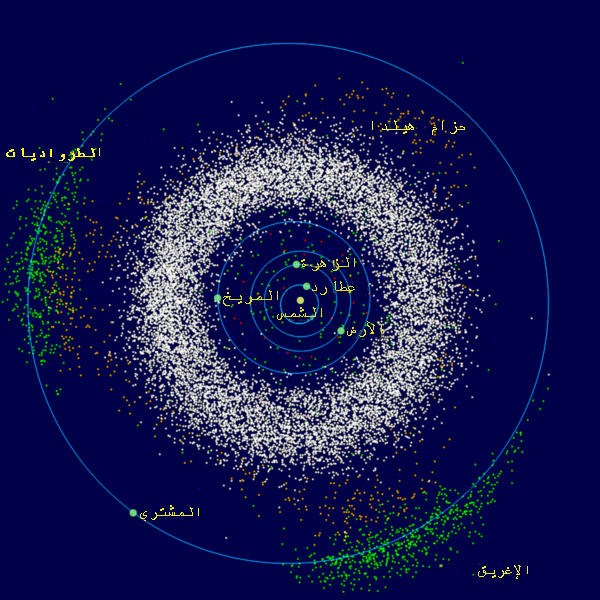
يبين المخطط كويكبات طروادة إضافة إلى حزام الكويكبات الرئيسي.

تأثر جاذبية المشتري مع الشمس على شكل المجموعة الشمسية. فأغلب مدارات كواكب المجموعة الشمسية تتموضع تموضعًا أقرب لمدار المشتري منها لمستوي استواء الشمس باستثناء عطارد، فهو الكوكب الوحيد الأقرب لخط استواء الشمس. كما أن فجوة كيركوود ضمن حزام الكويكبات ناتجة بسبب تأثير المشتري. كما يحتمل أن المشتري مسؤول عن القصف الشديد المتأخر الذي حصل في تاريخ النظام الشمسي الداخلي.
تتحكم جاذبية المشتري مع أقماره بعدد هائل من الكويكبات التي تغزو مناطق نقاط لاغرانج التي تسبق وتلي المشتري في مداره حول الشمس. وتعرف هذه الكويكبات بكويكبات طروادة، وتقسم هذه الكويكبات إلى كويكبات إغريقية وأخرى طروادية حسب الإلياذة. وأول هذه الكويكبات المكتشفة كان أخيل 588 وقد اكتشفه ماكس ولف في سنة 1906. ومنذ ذلك الوقت اكتشف أكثر من ألفي كويكب. وأكبر هذه الكويكبات هو هيكتور 624.
تنتمي معظم المذنبات الدورية قصيرة المدار إلى عائلة المشتري، وتعرف كمذنبات بنصف المحور الرئيسي أقل من مما هو عليه للمشتري. ويعتقد أن منشأ هذه المذنبات هو حزام كايبر خارج مدار نبتون. وتضرب مدار هذه المذنبات خلال اقترابه من المشتري ليصل لأقل فترة ومن ثم يتدور مداره بسبب التأثير المنتظم لجاذبية كل من المشتري والشمس.

### الاصطدامات

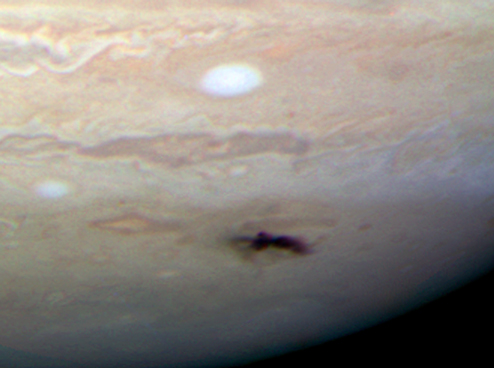
صورة ملتقطة بمرصد هابل تظهر بقعة بطول يصل لنحو 5000 ميل نتيجة اصطدام المشتري عام 2009.

عُرف المشتري بشفاط المجموعة الشمسية، بسبب تأثير الجاذبية الكبير، وتموضع المشتري بالقرب من نظام الداخلي للمجموعة الشمسية. فهو يتلقى تكرارًا أكثر المذنبات في المجموعة الشمسية. وكان يعتقد أن المشتري يخدم كدرع واقي يحمي النظام الشمسي الداخلي من قصف المذنبات. على أي حال، تبين دراسات المحاكاة الحاسوبية بالكمبيوترات الحديثة أن المشتري لا يقوم بإنقاص عدد المذنبات التي تمر في النظام الشمسي الداخلي، فجاذبية المشتري تقوم بحرف مدارات عدد من المذنبات للداخل بشكل مساوي تقريباً لعدد المذنبات التي تقذفه. ما زال هذا الموضوع محل جدل بين الفلكيين. فيعتقد البعض أنها تسحب مذنبات نحو الأرض، في حين يعتقد الآخرين أنها تحمي الأرض من مذنبات سحابة أورط.
عمل مسح على الرسومات الفلكية التاريخية في سنة 1997، وأُقترح أنه من الممكن أن الفلكي «كاسيني» قد سجل أثر لاصطدام في سنة 1690. كما أن المسح حدد ثماني حالات رصدية مرشحة لاصطدامات صغيرة.

### اصطدام يوليو 1994

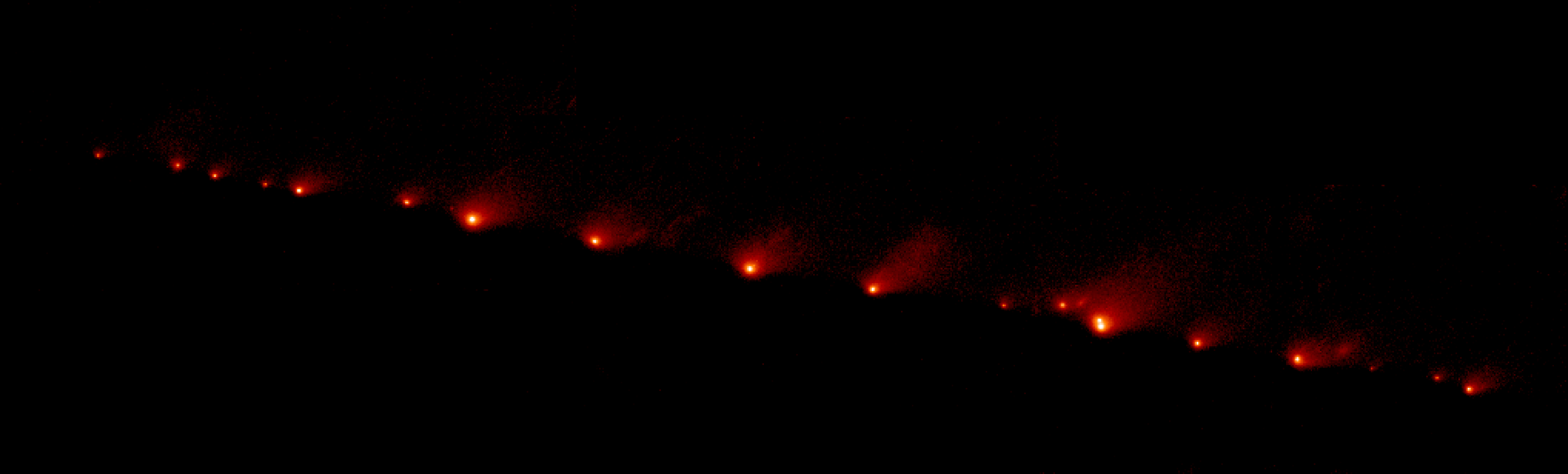
صورة تلسكوب هابل الفضائي.حطام الكويكب شوميكار-ليفي (في 21 قطعة)، أثناء سقوطه على المشتري، 17 مايو 1994

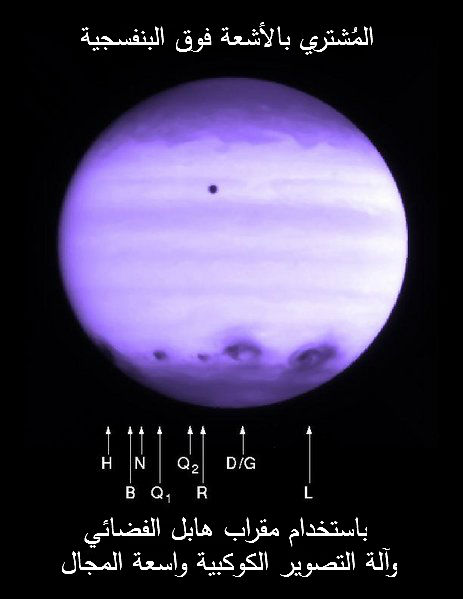
بقع غامقة نشأت في مواقع اصطدامات أجزاء كويكب "شوميكار-ليفي 9" على الجزء الجنوبي للمشتري. يوليو 1994، (NASA).

اكتشف الكويكب شوميكار-ليفي 9 عام 1993 وكان قريبا من المشتري. وبعد إجراء القياسات الفلكية عليه في عام 1994، تبين من الدراسة الحاسوبية له أنه سوف يسقط علي المريخ خلال شهرين نظرا لشدة انجذابه إلى المشتري. واستعد الفلكيون لتسجيل هذا الحدث الفريد في المجموعة الشمسية. ورأوا كيف تجزأ الكويكب الذي كانت مقاييسه تبلغ نحو 2 كيلومتر إلى 21 قطعة وأصبحت مرتبة في هيئة سلسلة متوالية ومتجه نحو المشتري. وطبقا للحسابات 
اصطدمت ال 21 شظية متتالية بالمشتري في الفترة ما بين 16-22 يوليو من سنة 1994 في النصف الجنوبي للكوكب، وهو أول رصد مباشر لاصطدامات بين جرمين من النظام الشمسي. وقدرت الطاقة الناتجة عن تلك الاصطدامات بطاقة نحو 50 قنبلة هيروشيما. زودت هذه الاصطدامات بيانات مفيدة عن تركيب الغلاف الجوي للمشتري.

### اصطدام عام 2009
اكتشف في 19 يوليو من سنة 2009 موقع اصطدام على خط طول 216 درجة تقريباً وفق النظام الثاني. ويقع هذا الاصطدام خلف البقعة السوداء المتواجدة في الغلاف الجوي للمشتري، وقريبة في الحجم لحجم البقعة الاندماجية الناتجة من اندماج ثلاث أعاصير. أظهر الرصد بقعة مضيئة في المكان الذي حدث فيه الاصطدام، مما يعني أن الاصطدام أدى إلى تسخين الطبقات السفلى من الغلاف الجوي في المنطقة القريبة من القطب الجنوبي.
بمقارنة اصطدامي شوميكار-ليفي 9 وحدث المشتري 2009 يقدر العلماء أن حدث المشتري نتج عن سقوط كويكب يبلغ قطره أقل من 1 كيلومتر على المشتري.

## احتمالية الحياة
أظهرت تجربة ميلر-يوري المجراة سنة 1953م، أنه يمكن لتفاعل البرق والمركبات الكيميائية الموجودة في الغلاف الجوي البدائي للأرض، أن تنشأ مركبات عضوية (من ضمنها الحموض الأمينية)، وهي البنية الأساسية لبناء الوحدة الحية. وتضمن الغلاف الجوي في عملية المحاكاة وجود الماء والميثان والأمونيا وجزيئات الهيدروجين، وقد وجدت جميع هذه الجزيئات في الغلاف الجوي للمشتري. لكن يوجد في الغلاف الجوي للمشتري تيارات هوائية عمودية قوية، والتي ستحمل هذه المركبات إلى الطبقات السفلى، وستؤدي الحرارة العالية في الطبقات السفلى إلى إيقاف هذه العملية الكيميائية، مما سيمنع أي تشكل للمركبات العضوية كما هو على الأرض.
ويعتبر أنه من غير المحتمل وجود حياة مشابهة للأرض على المشتري، فلا يوجد سوى كميات قليلة من الماء في غلافه الجوي. كما أن احتمال وجود أي سطح صلب على المشتري سيقع في طبقات عميقة، مما يعني أنه سيخضع لضغط هائل. قبل مهمة فوياجر، كانت هناك فرضية بوجود نوع من الحياة في الطبقات العليا من الغلاف الجوي للمشتري على أساس الأمونيا أو الماء. وتعتمد هذه الفرضية على نمط البيئة البحرية في البحار التي تعتمد على وجود عوالق بحرية في الطبقات العليا تقوم بعملية التمثيل الضوئي. قد يقود احتمال وجود محيطات تحت القشرة لبعض أقمار المشتري إلى احتمال وجود الحياة هناك.

## الأساطير القديمة
عرف المشتري منذ العصور القديمة، فهو مرئي بالعين المجردة في ظلمة الليل، كما يمكن أن يرى في النهار فيما إذا كانت الشمس منخفضة. وقد مثل المشتري عند البابليين الإله مردوخ، وقد استخدموا مداره القريب من 12 عام لتحديد دائرة البروج على طول مسار الشمس.
في حين أطلق عليه الرومان اسم جيوبتر على اسم الإله الرئيسي وفق الأساطير الرومانية. أما الرمز الفلكي  لهذا الكوكب فمستمد من صاعقة زيوس وفق أساطير الإغريق والذي اعتمده أيضاً الرومان لاحقاً.
ويشير الصينيون واليابانيون والكوريون إلى المشتري بالنجمة الخشبية (بالصينية 木星) وفق العناصر الخمسة الصينية.

## اقرأ أيضا
- اصطدام شوميكار-ليفي 9
- اصطدام المشتري عام 2009
- غاليليو، مركبة فضائية إلى المشتري
- فوياجر 1 مدعمة بصور للمشتري
- فوياجر 2
- استكشاف كوكب المشتري
- الاقتران العظيم
- أحداث الاصطدام على كوكب المشتري